# Ecorse
Ecorse é uma cidade localizada no estado americano do Michigan, no Condado de Wayne.

## Demografia
Segundo o censo americano de 2000, a sua população era de 11.229 habitantes.
Em 2006, foi estimada uma população de 10.530, um decréscimo de 699 (-6.2%).

## Geografia
De acordo com o United States Census Bureau tem uma área de 9,4 km², dos quais 7,0 km² cobertos por terra e 2,4 km² cobertos por água.

## Localidades na vizinhança
O diagrama seguinte representa as localidades num raio de 8 km ao redor de Ecorse.